# Takajuki Suzuki
Takajuki Suzuki (japonsko 鈴木 隆行), japonski nogometaš, * 5. junij 1976.
Za japonsko reprezentanco je odigral 55 uradnih tekem.